# Critoniopsis brachystephana
Critoniopsis brachystephana là một loài thực vật có hoa trong họ Cúc. Loài này được (Cuatrec.) H.Rob. mô tả khoa học đầu tiên năm 1980.